# Sorel (conseil législatif)
Ne doit pas être confondu avec Saurel (division sénatoriale).
Pour les articles homonymes, voir Sorel.
Division du Conseil législatif du Québec
Sorel est une division du Conseil législatif du Québec ayant existé de 1867 à 1968. Elle est abolie en même temps que le Conseil lui-même.

## Liste des conseillers
| Années | Années      | Conseiller législatif     | Parti           |
| ------ | ----------- | ------------------------- | --------------- |
|        | 1867 - 1873 | David Morrison Armstrong  | Conservateur    |
|        | 1873 - 1882 | Pierre-Euclide Roy        | Conservateur    |
|        | 1873 - 1882 | Joseph-Adolphe Dorion     | Conservateur    |
|        | 1897 - 1924 | Narcisse Pérodeau         | Libéral         |
|        | 1925 - 1955 | Pamphile Réal Du Tremblay | Libéral         |
|        | 1955 - 1968 | Jean Barrette             | Union nationale |